# Euselasia euhemerus
Euselasia euhemerus är en fjärilsart som beskrevs av Doubleday 1847. Euselasia euhemerus ingår i släktet Euselasia och familjen Riodinidae. Inga underarter finns listade i Catalogue of Life.

## Bildgalleri

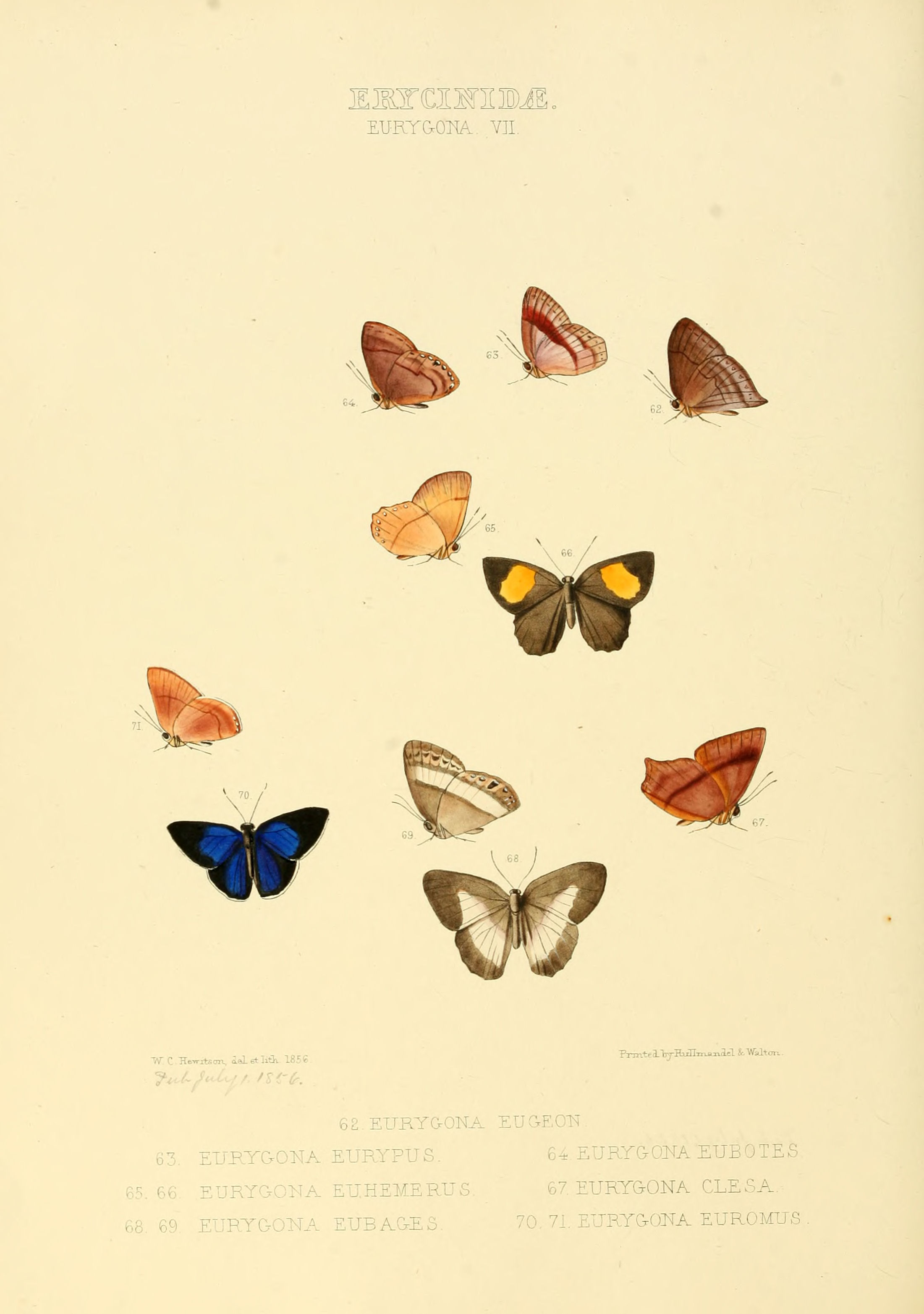